# Ceferino de Leon
Ceferino de Leon (San Miguel, 1859 - ?) was een Filipijns politicus.

## Biografie
Ceferino de Leon werd geboren 1859 in San Miguel de Mayumo in de Filipijnse provincie Bulacan. Hij studeerde aan de University of Santo Tomas en voltooide een studie rechten aan de Universidad Central de Madrid. De Leon was werkzaam als aanklager (fiscal) van Barotac Viejo en vrederechter van zijn geboorteplaats San Miguel. Tijdens de Filipijnse revolutie was De Leon de afgevaardigde van Benguet in het Malolos Congres.
Bij de verkiezingen van 1912 werd De Leon namens het 3e kiesdistrict van Bulacan gekozen in het Filipijns Huis van Afgevaardigden. Na het overlijden van senator Francisco Liongson werd De Leon bij speciale verkiezingen op 25 oktober 1919 gekozen tot diens opvolger in de Senaat voor het restant van zijn termijn tot 1922.
De Leon was getrouwd met Maria Roura. Hun dochter Trinidad de Leon trouwde met Manuel Roxas en was van 1946 tot 1948 first lady van de Filipijnen.